# Historický archiv Subotica

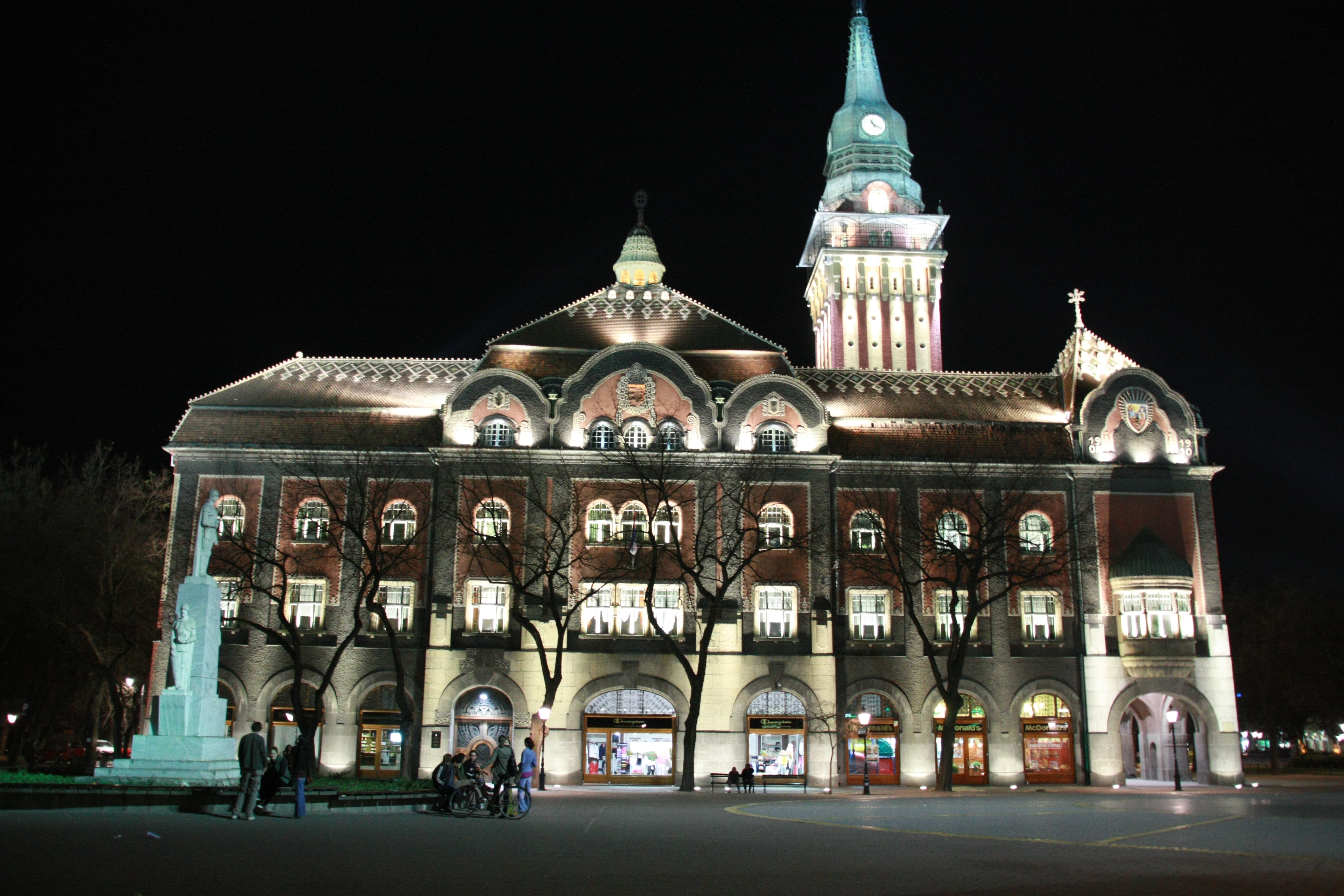
Budova radnice, v níž archiv sídlí.

Historický archiv Subotica (srbsky Историјски архив Суботица, maďarsky Szabadkai Történelmi Levéltár) je kulturní instituce všeobecného významu, která se věnuje ochraně, uspořádání a archivování na území části Severobačského okruhu. Pokrývá územně archivní činnost pro město Subotici a dále opštinu Bačka Topola a Mali Iđoš. Dnes má 484 fondů a sbírky v celkové délce 6,5 km. Sídlí na adrese Trg Slobode 1. Ředitelem organizace je od roku 2001 historik Stevan Marković.

## Historie
Archiv se nachází v Subotici již od roku 1751. Zřídila ho tehdejší radnice pro potřeby uchování vlastních písemností. K tomu sloužily vyčleněné prostory tehdejší budovy radnice. I přesto, že se budova radnice přestavovala, zůstal archiv i do současnosti v ní. Moderní archivní instituce, která je součástí sítě archivů Srbska zde byla ustanovena po druhé světové válce. Od roku 1949 se jednalo o tzv. Archivní středisko (srbsky Arhivsko središte) a od roku 1952 jako Městský státní archiv (srbsky Gradska državna arhiva). Svůj současný název má od roku 1964.

## Archiválie
Subotický historický archiv disponuje především sbírkou písemností subotického magistrátu od roku 1743 až do roku 1918. Má rovněž i sbírku materiálů místních soudů a dále škol. K roku 2011 disponoval archiv 6,5 kilometry materiálů a 484 fondy.

## Publikační činnost aaktivity
Archiv vydává časopis Ex Pannonia a za dobu své existence vydal také celou řadu různých publikací. Každé září pořádá tzv. Subotický archivní den, který slouží k popularizaci činnosti organiazce.